# 1969年のイギリスサルーンカー選手権
1969年のイギリスサルーンカー選手権 (1969 British Saloon Car Championship) は、イギリスサルーンカー選手権の12年目のシーズン。3月16日のブランズ・ハッチで開幕し、10月19日の同地における最終戦まで全12戦で争われた。タイトルはミニ・クーパー Sをドライブするアレック・プールが獲得した。

## 参加チームおよびドライバー
| チーム                                                 | 車両                               | ドライバー                     | クラス | 出場ラウンド      |
| ------------------------------------------------------ | ---------------------------------- | ------------------------------ | ------ | ----------------- |
| アンドリュー・マイリウス・グラフィックス               | ヒルマン・インプ                   | マイク・フリーマン             | A      | 2, 4, 6, 9-10, 12 |
| ボブ・フォックス                                       | ミニ・クーパー S 970               | デヴィッド・バケット           | A      | 2, 9              |
| ボブ・フォックス                                       | ミニ・クーパー S                   | デヴィッド・バケット           | B      | 12                |
| D.J.ボンド・レーシング                                 | フォード・アングリア               | リアーヌ・エンゲマン           | A      | 1, 5-6            |
| ドン・ムーア                                           | ミニ・クーパー S 970               | ロブ・メイソン                 | A      | 全戦              |
| エキップ・アーデン                                     | ミニ・クーパー S 970               | アレック・プール               | A      | 1-11              |
| ジョージ・ビヴァン・レーシング                         | ヒルマン・インプ                   | ビル・マクガバン               | A      | 12                |
| イアン・マクドゥガル                                   | フォード・アングリア               | ジェリー・エドモンズ           | A      | 12                |
| レオナード・ワード・レーシング                         | フォード・アングリア               | ローリー・ヒックマン           | A      | 1-2               |
| レオナード・ワード・レーシング                         | フォード・エスコート 1.0           | ローリー・ヒックマン           | A      | 4-12              |
| ノーマン & バーチ（ハンレイ）レーシング                | ヒルマン・インプ                   | テリー・ワッツ                 | A      | 2                 |
| チーム・ラジオ・ヴェロニカ                             | アバルト・1000 TCR                 | ライン・ツウォルスマン         | A      | 5, 12             |
| 不明                                                   | フォード・アングリア               | テリー・マクナリー             | A      | 2                 |
| 不明                                                   | フォード・アングリア               | レス・ナッシュ                 | A      | 1-6, 8-12         |
| 不明                                                   | ヒルマン・インプ                   | ジェレミー・ナイチンゲール     | A      | 1, 4-6, 9-10, 12  |
| 不明                                                   | ミニ・クーパー                     | コリン・ユール                 | A      | 1-2, 5-6, 10-12   |
| アラン・ピアー                                         | フォード・エスコート 1300 GT       | ロジャー・テイラー             | B      | 3                 |
| アレクサンダー・エンジニアリング Co.                   | ミニ・クーパー S                   | マーティン・レイモンド         | B      | 1-2, 6-7          |
| ブリタックス-クーパー-ダウントン                       | ミニ・クーパー S                   | スティーヴ・ニール             | B      | 全戦              |
| ブリタックス-クーパー-ダウントン                       | ミニ・クーパー S                   | ゴードン・スパイス             | B      | 全戦              |
| ブリティッシュ・レイランド・モーター・コーポレーション | ミニ・クーパー S                   | ジョン・ハンドレイ             | B      | 1-7, 9-11         |
| ブリティッシュ・レイランド・モーター・コーポレーション | ミニ・クーパー S                   | ジョン・ローズ                 | B      | 1-7, 9-11         |
| ブリティッシュ・ヴィータ・レーシング                   | ミニ・クーパー S                   | バーリー・ウィリアムズ         | B      | 8-12              |
| ブリティッシュ・ヴィータ・レーシング                   | フォード・エスコート TC            | ハンヌ・ミッコラ               | C      | 12                |
| カーズ・アンド・カー・コンバージョンズ                 | ミニ・クーパー S                   | ピーター・ラグー               | B      | 1-4, 9, 11        |
| JCB エクゼキャヴェイターズ Ltd.                        | ミニ・クーパー S                   | ロジャー・エネヴァー           | B      | 4, 6-8, 10-12     |
| ミニ 7 クラブ                                          | ミニ・クーパー S                   | マーティン・ライドハルフ       | B      | 1-2, 4-5, 12      |
| ロジャー・テイラー                                     | フォード・エスコート 1300 GT       | アラン・ピアー                 | B      | 1                 |
| ロジャー・テイラー                                     | フォード・エスコート TC            | ロジャー・テイラー             | C      | 1                 |
| チーム・ブロードスピード                               | フォード・エスコート 1300 GT       | クリス・クラフト               | B      | 全戦              |
| チーム・ブロードスピード                               | フォード・エスコート 1300 GT       | ジョン・フィッツパトリック     | B      | 全戦              |
| トップギア・レーシング・オブ・エンフィールド           | ミニ・クーパー S                   | デヴィッド・アレクサンダー     | B      | 1-2, 9, 11        |
| VMWモーターズ                                          | フォード・エスコート 1300 GT       | ヴィンス・グッドマン           | B      | 1-3, 10-12        |
| 不明                                                   | ミニ・クーパー S                   | ジョナサン・ブンカン           | B      | 1-2, 4-8, 10-12   |
| 不明                                                   | ミニ・クーパー S                   | ブライアン・チャットフィールド | B      | 4                 |
| 不明                                                   | ミニ・クーパー S                   | ケン・コステロ                 | B      | 1, 3, 11          |
| 不明                                                   | ミニ・クーパー S                   | デスモンド・ギブ               | B      | 5, 8              |
| 不明                                                   | ミニ・クーパー S                   | テリー・ハーマー               | B      | 1                 |
| 不明                                                   | ミニ・クーパー S                   | ボブ・ジョーンズ               | B      | 12                |
| 不明                                                   | ミニ・クーパー S                   | ジェフ・マブズ                 | B      | 5                 |
| 不明                                                   | ミニ・クーパー S                   | マック・ロス                   | B      | 1-2               |
| A.G.ディーン（レーシング）Ltd.                         | フォード・コーティナ・ロータス     | トニー・ディーン               | C      | 1-2               |
| A.G.ディーン（レーシング）Ltd.                         | フォード・エスコート TC            | ブライアン・ロビンソン         | C      | 1-2               |
| アルピーヌ                                             | BMW・2002 TI                       | ディーター・クエスター         | C      | 3-4               |
| バイカー・ヒル・ガレージ Ltd.                          | フォード・エスコート TC            | ブライアン・ロビンソン         | C      | 3-6, 9-12         |
| バイカー・ヒル・ガレージ Ltd.                          | フォード・コーティナ・ロータス     | ブライアン・ロビンソン         | C      | 7-8               |
| デメトリオウ・グループ                                 | ポルシェ・911                      | ニック・フォール               | C      | 1-6, 11-12        |
| ダンカン・ハミルトン・レーシング                       | フォード・エスコート TC            | ジョン・ハイン                 | C      | 9-12              |
| ダンカン・ハミルトン・レーシング                       | フォード・エスコート TC            | ピーター・ウェストバリー       | C      | 5                 |
| ジョン・ウィルメント・オートモビルズ                   | フォード・エスコート TC            | マイク・クラブトリー           | C      | 全戦              |
| ラック 69/SRT ホランド                                 | ポルシェ・911                      | トワン・ヘーゼマンズ           | C      | 12                |
| メルトン・レーシング                                   | フォード・エスコート TC            | バリー・ピアソン               | C      | 1-3, 5-12         |
| パディ・マクナリー                                     | ポルシェ・911 T                    | チャールズ・ルーカス           | C      | 1                 |
| ポール・ヴェステイ                                     | ポルシェ・911 T                    | ロイ・パイク                   | C      | 11                |
| ラスムッセン                                           | ポルシェ・911 S                    | スヴェン・エングストロム       | C      | 12                |
| チーム・ダイアモンド                                   | フォード・エスコート TC            | ロッド・マンスフィールド       | C      | 全戦              |
| ウィリー・ケイ                                         | フォード・エスコート TC            | ウィリー・ケイ                 | C      | 6-7, 9-10, 12     |
| ウィリー・ケイ                                         | フォード・エスコート TC            | ウィリー・グリーン             | C      | 8, 11             |
| 不明                                                   | フォード・エスコート TC            | トム・ベルソー                 | C      | 5                 |
| 不明                                                   | フォード・エスコート TC            | ジョン・ブルームフィールド     | C      | 12                |
| 不明                                                   | フォード・エスコート TC            | テリー・ドルリー               | C      | 11                |
| 不明                                                   | フォード・コーティナ・ロータス Mk2 | ピーター・ジャクソン           | C      | 4-5               |
| 不明                                                   | フォード・エスコート TC            | パット・マニオン               | C      | 6-8, 10-12        |
| アラン・マン・レーシング                               | フォード・エスコート TC (s/c)      | フランク・ガードナー           | D      | 全戦              |
| ビッグレスウェイド                                     | フォード・マスタング               | ブライアン・ミュアー           | D      | 12                |
| ビル・ショウ・レーシング                               | フォード・ファルコン・スプリント   | デヴィッド・ハウズ             | D      | 12                |
| ビル・ショウ・レーシング                               | フォード・ファルコン・スプリント   | ロイ・ピアーポイント           | D      | 1-5, 11-12        |
| ビル・ショウ・レーシング                               | シボレー・カマロ                   | ロイ・ピアーポイント           | D      | 6-10              |
| デヴィッド・ハウズ                                     | フォード・ファルコン・スプリント   | マイク・ムーア                 | D      | 9                 |
| マルコム・ガートラン・レーシング                       | フォード・ファルコン・スプリント   | ブライアン・ミュアー           | D      | 1-2, 4            |
| オーヴァルタイン・レーシング                           | シボレー・カマロ                   | マーティン・トーマス           | D      | 2, 5              |
| 不明                                                   | フォード・ファルコン・スプリント   | マーティン・ビレーン           | D      | 全戦              |
| 不明                                                   | ボクスホール・ビバ GT (s/c)        | マイク・デイヴィス             | D      | 1, 6, 11          |
| 不明                                                   | シボレー・カマロ                   | ヒュー・ディブレー             | D      | 11                |
| 不明                                                   | フォード・ファルコン・スプリント   | デニス・リーチ                 | D      | 5-12              |
| 不明                                                   | シボレー・カマロ                   | マイク・ケアロン               | D      | 7, 10             |
| 不明                                                   | フォード・ファルコン・スプリント   | テリー・サンガー               | D      | 全戦              |
| 不明                                                   | フォード・マスタング               | ジョン・ウィリアムソン         | D      | 6                 |

| アイコン | クラス      |
| -------- | ----------- |
| A        | 0-1000cc    |
| B        | 1001-1300cc |
| C        | 1301-2000cc |
| D        | 2000cc以上  |

## 開催カレンダーと優勝者
複数クラスの混走による総合優勝者は太字
| ラウンド | ラウンド | サーキット                                     | 開催日   | クラス A 優勝者      | クラス B 優勝者                       | クラス C 優勝者          | クラス D 優勝者      |
| -------- | -------- | ---------------------------------------------- | -------- | -------------------- | ------------------------------------- | ------------------------ | -------------------- |
| 1        | 1        | ブランズ・ハッチ                               | 3月16日  | アレック・プール     | ゴードン・スパイス                    | マイク・クラブトリー     | ロイ・ピアーポイント |
| 2        | 2        | シルバーストン・サーキット                     | 3月30日  | アレック・プール     | ジョン・フィッツパトリック            | マイク・クラブトリー     | フランク・ガードナー |
| 3        | 3        | スネッタートン・モーターレーシング・サーキット | 4月4日   | アレック・プール     | クリス・クラフト                      | ニック・フォール         | ロイ・ピアーポイント |
| 4        | 4        | スラクストン・サーキット                       | 4月7日   | アレック・プール     | クリス・クラフト                      | ロッド・マンスフィールド | ロイ・ピアーポイント |
| 5        | 5        | シルバーストン・サーキット                     | 5月17日  | アレック・プール     | クリス・クラフト                      | バリー・ピアソン         | ロイ・ピアーポイント |
| 6        | A        | クリスタル・パレス                             | 5月26日  | ロブ・メイソン       | ゴードン・スパイス                    | 開催せず                 | 開催せず             |
| 6        | B        | クリスタル・パレス                             | 5月26日  | 開催せず             | 開催せず                              | マイク・クラブトリー     | フランク・ガードナー |
| 7        | A        | マロリー・パーク                               | 6月29日  | ローリー・ヒックマン | ゴードン・スパイス* クリス・クラフト* | 開催せず                 | 開催せず             |
| 7        | B        | マロリー・パーク                               | 6月29日  | 開催せず             | 開催せず                              | ロッド・マンスフィールド | デニス・リーチ       |
| 8        | 8        | クロフト・サーキット                           | 7月12日  | ローリー・ヒックマン | ジョン・フィッツパトリック            | ロッド・マンスフィールド | ロイ・ピアーポイント |
| 9        | 9        | シルバーストン・サーキット                     | 7月19日  | アレック・プール     | クリス・クラフト                      | ジョン・ハイン           | ロイ・ピアーポイント |
| 10       | 10       | オウルトンパーク                               | 8月16日  | アレック・プール     | クリス・クラフト                      | マイク・クラブトリー     | デニス・リーチ       |
| 11       | 11       | ブランズ・ハッチ                               | 9月1日   | ローリー・ヒックマン | クリス・クラフト                      | マイク・クラブトリー     | デニス・リーチ       |
| 12       | 12       | ブランズ・ハッチ                               | 10月19日 | ローリー・ヒックマン | ジョン・フィッツパトリック            | バリー・ピアソン         | フランク・ガードナー |

- *デッドヒート

## 選手権結果
| ドライバーズランキング | ドライバーズランキング | ドライバーズランキング           | ドライバーズランキング |
| 順位                   | ドライバー             | 車両                             | ポイント               |
| ---------------------- | ---------------------- | -------------------------------- | ---------------------- |
| 1                      | アレック・プール       | オースチン・ミニ・クーパー S 970 | 76                     |
| 2                      | クリス・クラフト       | フォード・エスコート 1300 GT     | 67                     |
| 3                      | フランク・ガードナー   | フォード・エスコート・ツインカム | 58                     |
| 4                      | マイク・クラブトリー   | フォード・エスコート・ツインカム | 54                     |
| 5                      | ゴードン・スパイス     | モーリス・ミニ・クーパー S       | 46                     |
| 6                      | ロブ・メイソン         | オースチン・ミニ・クーパー S 970 | 44                     |

## 参照
1. ↑  “アーカイブされたコピー”. 2011年7月16日時点のオリジナルよりアーカイブ。2010年9月30日閲覧。 Official list of BTCC champions
2. ↑  http://homepage.mac.com/frank_de_jong/Pages/1969%20BSCC.html
3. ↑  1969 British Saloon Car Championship Retrieved from touringcarracing.net on 17 September 2012